# Lahij (sultanat)
Pour les articles homonymes, voir Lahij (homonymie).
Ne doit pas être confondu avec Lahidj.
 (juillet 2017).
Si vous disposez d'ouvrages ou d'articles de référence ou si vous connaissez des sites web de qualité traitant du thème abordé ici, merci de compléter l'article en donnant les références utiles à sa vérifiabilité et en les liant à la section « Notes et références ».

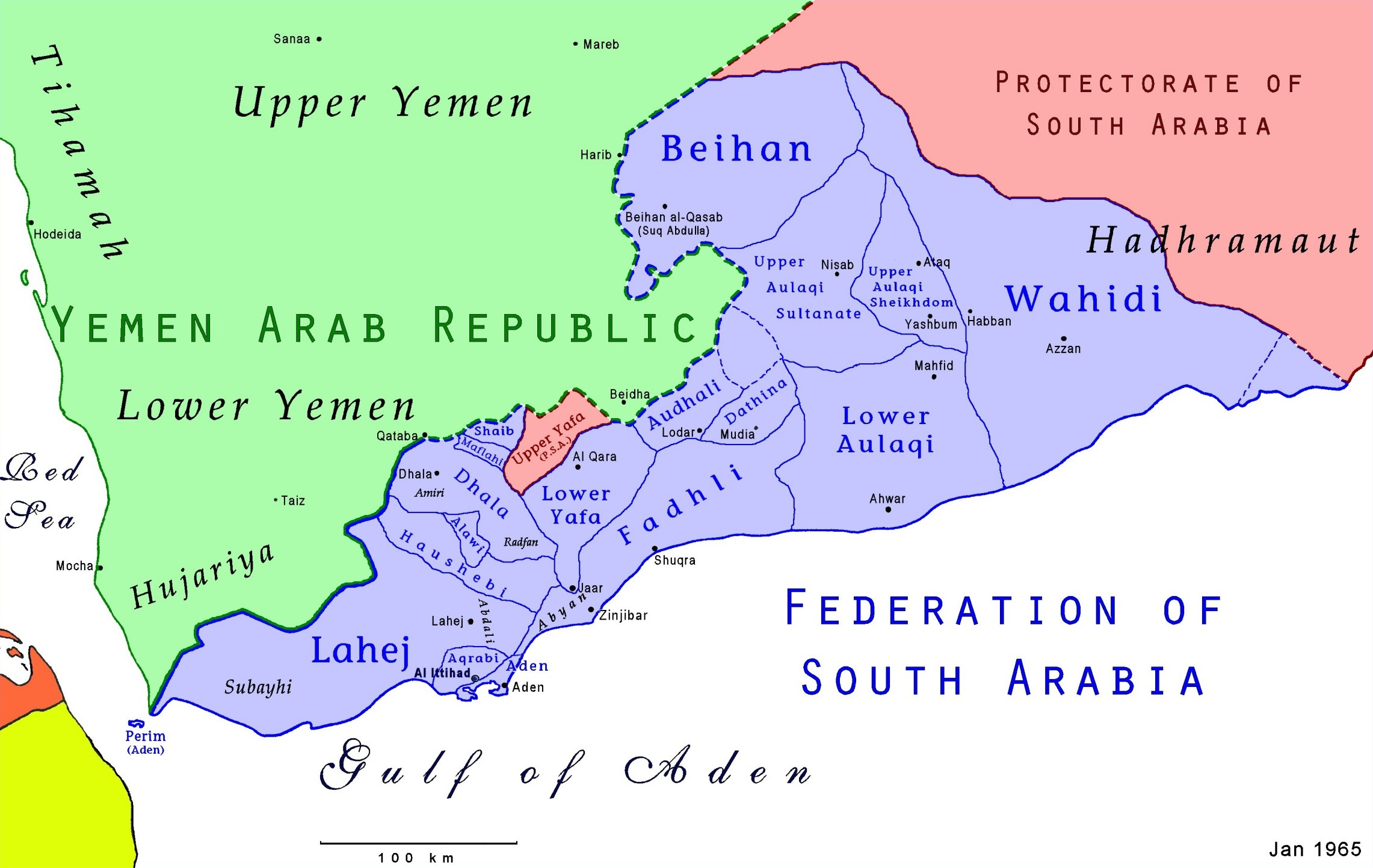
Carte de la Fédération d'Arabie du Sud

Lahij (arabe: لحج  [Laḥj]), le sultanat de Lahij (arabe: سلطنة لحج  [Salṭanat Laḥj]) ou, parfois, le sultanat Abdali (arabe: سلطنة العب دلي  [Salṭanat al-ʿAbdalī]), est une ancienne principauté d'Arabie du Sud, abolie en 1967.
Situé au Sud-Ouest de la péninsule arabique, dans l'arrière-pays d'Aden, sa capitale était Lahej, et il incluait également la région de Subeihi. Du XVIIIe au XXe siècle, ses dirigeants sont de la famille Al-Abdali qui, avec les Al-Sallami, Al-Ramada, Al-Sindi et al-Aqrabi, se réclament de leurs relations avec Ahl al-Bayt, la famille de Mahomet. 
À la fin du XIXe siècle, Lahej devient une des « 9 tribus » liées par traité à la colonie britannique de l'établissement d'Aden (en). Au cours de la Première Guerre mondiale, des combats dans cette région opposent les Ottomans aux Britanniques et à leur allié, le sultan de Lahej (voir Arabie du Sud durant la Première Guerre mondiale).
Le sultanat de Lahej adhère en 1959 à la fédération des émirats arabes du Sud et en 1962 à la fédération d'Arabie du Sud. Comme les autres états traditionnels de la région, il est aboli en 1967 lors de la création de la république populaire du Yémen du Sud, intégrée en 1990 dans la république du Yémen. 
Ce sultanat est connu tant des philatélistes que des numismates pour des émissions de timbres et de pièces de monnaie qui leur étaient plus destinées qu'à un usage réel sur place.

## Liste des sultans de Lahij
Les sultans portent le titre de sultan Lahj.
- 1728-1742 : al-Fadl I ibn `Ali al-Sallami al-`Abdali
- 1742-1753 : `Abd al-Karim I ibn al-Fadl al-`Abdali
- 1753-1775 : `Abd al-Hadi ibn `Abd al-Karim al-`Abdali
- 1775-1791 : al-Fadl  II ibn `Abd al-Karim al-`Abdali
- 1791-1827 : Ahmad I ibn `Abd al-Karim al-`Abdali
- 1827-Novembre 1839 : Muhsin ibn al-Fadl al-`Abdali (1er règne)
- Novembre 1839-Décembre 1839 : Ahmad II ibn Muhsin al-`Abdali (1er règne)
- Décembre 1839-Août 1846 : Muhsin ibn al-Fadl al-`Abdali (2ème règne)
- 11 août 1846-Septembre 1846 : Sayyid Isma`il ibn al-Hasan  al-`Abdali (usurpateur)
- Septembre 1846-30 novembre 1847 : Muhsin ibn al-Fadl al-`Abdali (3ème règne)
- Décembre 1847-20 janvier 1849 : Ahmad II ibn Muhsin al-`Abdali (2ème règne)
- Mars 1849-7 avril 1863 : `Ali I ibn Muhsin al-`Abdali
- Avril 1863-1863 : al-Fadl III ibn `Ali al-`Abdali (ar) (1er règne)
- 1863-5 juillet 1874 : al-Fadl IV ibn Muhsin al-`Abdali
- 5 juillet 1874-27 avril 1898 : al-Fadl III ibn `Ali al-`Abdali (ar) (2ème règne)
- 29 avril 1898-Mars 1914 : Ahmad III ibn al-Fadl al-`Abdalib
- Mars 1914-1915 : `Ali II ibn Ahmad al-`Abdali
- 14 décembre 1915-18 juin 1947 : `Abd al-Karim II ibn al-Fadl (ar)
- 18 juin 1947-21 mai 1952 : al-Fadl V ibn `Abd al-Karim al-`Abdali
- 4 juin 1952-10 juillet 1958 : `Ali III ibn `Abd al-Kari al-`Abdalib
- 10 juillet 1958-13 août 1967 : al-Fadl VI ibn `Ali al-`Abdali